# 펑톈 대학당
펑톈 대학당(奉天大學堂, 봉천대학당)은 1901년 3월 2일 청 제국 만저우 지역 펑톈 성 펑톈에서 첫 설립되었던 개교 이래 어언 47년 역사를 자랑한 특히 1930년대에 시대적으로 전성기를 구가한 옛 만주국 시대의 대표적 대학당(대학교)이었다. 

## 주요 연혁
- 1901년 3월 2일을 기하여 청나라 만저우 지역 펑톈 성 펑톈에서 첫 설립.
- 1903년 3월 2일을 기하여 펑톈 제1중학교(奉天第一中學校)와 펑톈 제2중학교(奉天第二中學校)를 각기각기 추가 병설.
- 1912년 2월 12일을 기하여 청나라가 멸국되고 국민정부 시대 대륙 본토 중화민국이 성립된 이후에도 해당 학교들이 지속됨.
- 1931년 12월 8일을 기하여 만주국이 성립된 이후에도 해당 학교들이 지속됨.
- 1945년 8월 18일을 기하여 만주국이 멸국된 이후에도 국민정부 시대 대륙 본토 중화민국(중화민국 대륙 본토)의 둥베이 지역에서 랴오닝 성 펑톈 소재 해당 학교들이 3년간 지속됨.
- 1948년 2월 29일을 기하여 국민정부 시대 대륙 본토 중화민국 둥베이 지역 랴오닝 성 선양 지역에서는 전격적으로 모두 폐교.